# Kerstin Wittmann-Englert
Kerstin Wittmann-Englert (* 1962) ist eine deutsche Kunsthistorikerin und Universitätsprofessorin, die in Berlin lebt und arbeitet.

## Leben
Kerstin Wittmann-Englert studierte die Fächer Kunstgeschichte, Neuere deutsche Literatur und Christliche Archäologie an der Freien Universität Berlin sowie an der Universität Bonn. Von 1999 bis 2005 war sie wissenschaftliche Assistentin am Fachgebiet Kunstgeschichte der Technischen Universität Berlin. 2005 erfolgte die Habilitation mit einer Arbeit über den Kirchenbau der Nachkriegsmoderne. Seit 2010 ist sie Professorin am Institut für Kunstwissenschaft und Historische Urbanistik, Fachbereich Architekturgeschichte. Von 2009 bis 2018 war sie die Vorsitzende des Landesdenkmalrates Berlin.

## Forschung und Engagement
Der Forschungsschwerpunkt von Wittmann-Englert ist die Architektur der Nachkriegsmoderne, insbesondere der Kirchenbau. Sie publizierte zahlreiche Schriften über die Geschichte und Gestaltung öffentlicher Bauten der Nachkriegsmoderne, Botschaftsgebäude, Landesvertretungen, Bauten der Bildung. Besonders verdient gemacht hat sich Kerstin Wittmann-Englert um den Erhalt des Internationalen Congress Centrums Berlin ICC. Eine von ihr organisierte Tagung zum Thema Großbauten der 60er & 70er Jahre bildete 2012 den Auftakt zu einer Kampagne, die letztendlich erfolgreich war, das ICC unter Denkmalschutz zu stellen.
An der Technischen Universität war Kerstin Wittmann-Englert von 2005 bis 2013 eine der treibenden Kräfte der ArGe Gefährdete Nachkriegsmoderne. Die Arbeit dieser informellen und interdisziplinären Arbeitsgemeinschaft resultierte 2013 in der Veröffentlichung des Buchs Baukunst der Nachkriegsmoderne, das Kerstin Wittmann-Englert gemeinsam mit Adrian von Buttlar und Gabi Dolff-Bonekämper herausgab.

## Veröffentlichungen (Auswahl)
- Karl Oppermann, Prusiano-Latino. Berlin: Gebr. Mann 1995, ISBN 978-3-7861-1792-6
- Fahrstühle in Berlin: Eine 100jährige Geschichte. Berlin: Jovis 1998, ISBN 978-3-931321-96-3
- Habilitationsschrift: Zelt, Schiff und Wohnung. Kirchenbauten der Nachkriegsmoderne. Lindenberg: Fink 2006, ISBN 978-3-89870-263-8
- Als Herausgeberin gemeinsam mit Adrian von Buttlar und Gabi Dolff-Bonekämper: Baukunst der Nachkriegsmoderne. Architekturführer Berlin 1949–1979. Berlin: Reimer 2013. ISBN 978-3-496-01486-7